# NGC 685
NGC 685 es una galaxia espiral barrada en la constelación de Eridanus. La galaxia se encuentra a unos 55 millones de años luz de la Tierra, lo que significa que, dadas sus dimensiones aparentes, NGC 685 tiene aproximadamente 60,000 años luz de diámetro. Fue descubierta por John Herschel el 3 de octubre de 1834.
Esta galaxia se ve casi de frente, con una inclinación de 23°. Es una galaxia espiral barrada con su barra central brillante y brazos irregulares y curvados. Los brazos tienen un brillo superficial bajo y emergen de la barra y completan tres cuartos de una revolución antes de desvanecerse. Las manchas de azul brillante a lo largo de los brazos de la galaxia son cúmulos estelares, grupos de estrellas que se mantienen unidas por su atracción gravitatoria mutua. Las jirones de color rojo oscuro cerca de la barra central representan gas y polvo interestelar, la materia a partir de la cual se forman las estrellas. El borde sureste de la galaxia presenta tres regiones H II brillantes, que según Halton Arp son una galaxia compañera. La emisión H-alfa es más fuerte en la mitad sureste de la galaxia. Se estima que la tasa total de formación estelar de la galaxia es de 0.42 M☉ por año.
La galaxia entera tiene unos 60,000 años luz de diámetro, un poco más de la mitad del tamaño de nuestra Vía Láctea. Se predice que en el centro de la galaxia se encuentra un agujero negro supermasivo cuya masa se estima entre 7.6 y 40 millones de masas solares, basándose en el ángulo de inclinación del brazo espiral.